# Грюнес Гевьолбе
Грюнес Гевьолбе (на немски: Grünes Gewölbe – Зелен свод) е художествен музей в Дрезден, притежаващ най-голямата колекция от скъпоценности в Европа.
Основан е от Август Силни през 1723 г. Съдържа богата колекция от експонати от барок до класицизъм. Наречен е на боядисаните в малахитово зелено колони и капители в първите помещения, където се е намирал. Има претенции да е един от най-старите музеи в света. След разрушаването на Дрезден през Втората световна война от бомбардировките на Дрезден днес музеят е напълно възстановен и съкровищата са показани в 2 изложби: историческия Грюнес Гевьолбе и новия Грюнес Гевьолбе.

## История
Между 1723 г. и 1729 г. саксонският курфюрст и полски крал Август Силният създава изложба (кунсткамера) от девет помещения, в които посетителите могат да разглеждат събраните от него и предшествениците му богатства и произведения на изкуството. Архитектурата на камерата на съкровищата е дело на Матеус Даниел Пьопелман, който е и архитект на Цвингера.
През Втората световна война по време на бомбардировките на Дрезден на 13 февруари 1945 г. са разрушени 3 от деветте помещения. Съкровищата на Грюнес Гевьолбе няколко години преди това са складирани в крепостта Кьонигщайн и не са пострадали. В края на Втората световна война те са занесени в Съветския съюз, а през 1958 г. по решение на съветското правителство са върнати като държавна собственост на ГДР.

### Кражба в "Грюнес Гевьолбе
Рано сутринта на 25 ноември 2019 г. в Грюнес Гевьолбе е извършен обир, при което са откраднати единадесет експоната, както и части от други два. При това изчезва така нареченият „Саксонски бял“, представляващ бял 48 каратов диамант.

## Експонати
Колекцията на саксонските куррфюрсти и крале съдържа над 4000 уникални произведения на изкуството. От тях 1100 се намират в новите зали на Грюнес Гевьолбе и 3000 в историческите зали. Една голяма част от произведенията в музея са изработени от придворния бижутер Йохан Мелхиор Динглингер и братята му, както и много помощници.
- Фигурната композиция Дворцов прием в Делхи на рождения ден на великия моголски император Аурангзеб. Произведението е изработено на базата на разкази на очевидци, тъй като създателите не са били в Индия. Израбова се между 1701 и 1708 г. Представлява миниатюрна композиция с размери 58 см х 142 см х 114 см, състояща се от 137 фигури украсени с 5223 диаманта, много рубини, изумруди, бисери и един сапфир.
- Особено богат е сервиза за кафе, изработен през 1697 до 1701 г. Използвани са злато, слонова кост, сребро, емайл и около 5600 диаманта. Стойността му е оценявана на цената на един дворец.
- Дрезденският зелен диамант с големина 42 карата е един от големите диаманти в света и най-голям от този вид. Намерен е в Индия и дължи уникалния си цвят на естествената радиоактивност.
- Белият саксонски диамант от 48 карата.
- Сапфир с тегло 648 карата, който е подарен от Петър I.
- Вишнева костилка, на която са гравирани 185 портрета. Това произведение на изкуството е създадено с помощта на лупа през 1589 г. и поставено в разкошна скъпа обица. На практика може да се видят 113 лица.
- Кехлибарен шкаф подарен от краля на Прусия. Изработен е през 1742 г.
- Банята на Диана е декоративна чаша със скулптурно изображение на римската богиня Диана. Чашата е изработена от халцедон в златна рамка и има височина 38 см. Създадена е през 1705 г. и е украсена с бисери, диаманти, емайл, орнаменти и скулптурни изображения на животни. Основата е направена под формата на емайлирана глава на елен.

- Дворцов прием в Делхи по случай рождения ден на великия моголски император Аурангзеб, 1701 – 1708
- Банята на Диана (1705)
- Златен сервиз за кафе (1697 – 1701)